# Sagotia racemosa
Sagotia racemosa är en törelväxtart som beskrevs av Henri Ernest Baillon. Sagotia racemosa ingår i släktet Sagotia och familjen törelväxter. Inga underarter finns listade i Catalogue of Life.